# Riz couché

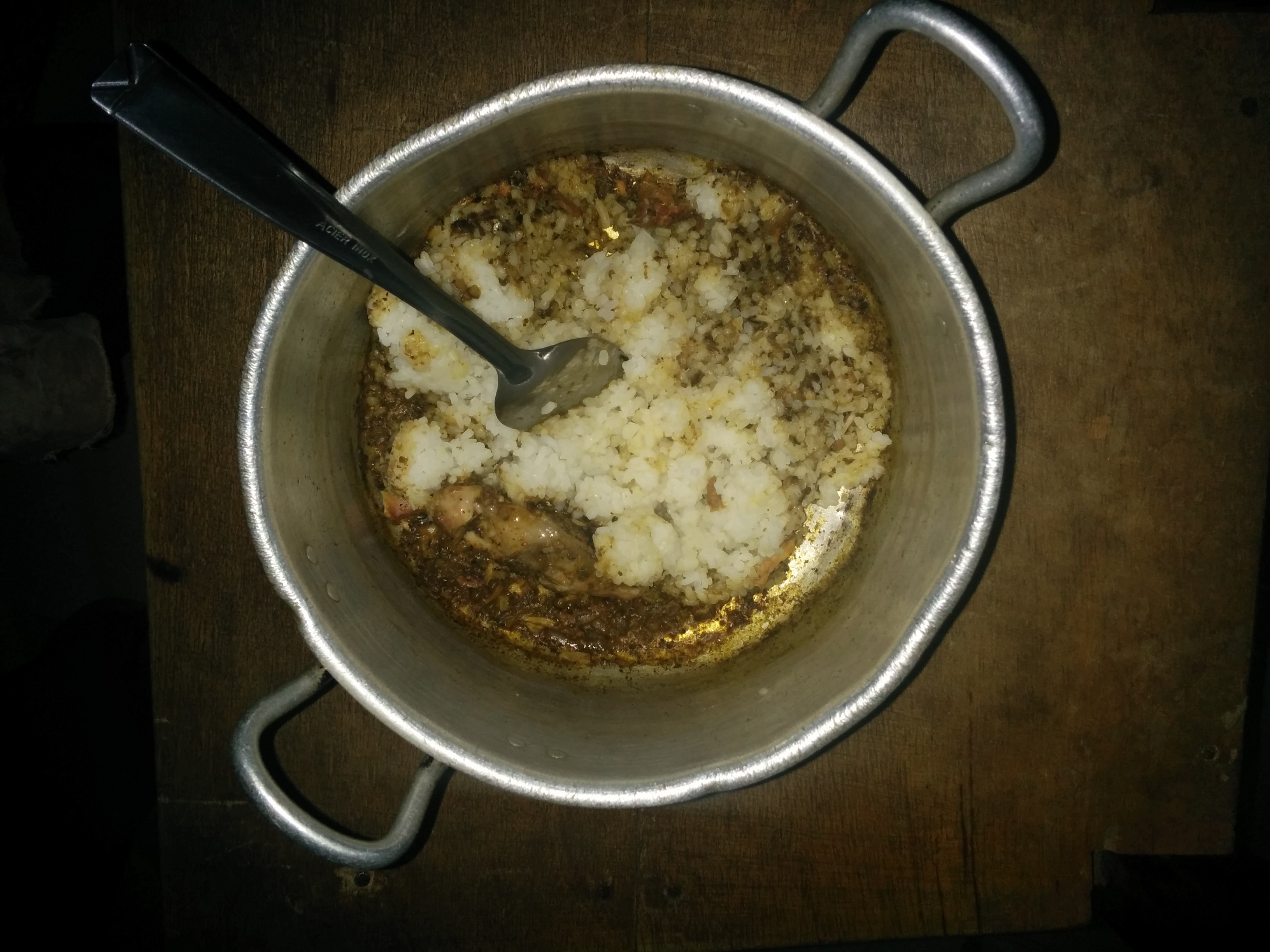
Riz couché à la sauce djoumgblé

Le riz couché est une recette culinaire ivoirienne, prisée par les populations rurales de la Côte d’Ivoire. Ce mets s’obtient par la récupération d’une quantité de riz déjà cuite depuis la veille. Conservé à l’abri de l’avarie, le riz est réchauffé, souvent au petit matin, sur du feu de bois, ou sur une gazinière, puis servi chaud, recouvert de sauce ou d’huile de palme. L'expression riz couché est une traduction littérale du fait que le riz a passé la nuit.
le meilleur riz couché reste celui avec une sauce graine (sauce à partir du jus de graine de palme).

## Préparation
La cuisson préalable du mets est requise. Elle s’effectue au moins un jour avant la date de réchauffement. Le riz est chauffé, mêlé à de la sauce que le préparateur répand, tout en raclant, à l'aide d'une cuillère, les parois de l'ustensile utilisé.